# 普雷涅
普雷涅（法語：Preigney，法語發音：[pʁɛɲɛ]）是法国上索恩省的一个市镇，属于沃苏勒区。

## 地理
普雷涅（47°45'46"N, 5°46'33"E）面积12.18 平方千米，位于法国勃艮第-弗朗什-孔泰大區上索恩省，该省份为法国东部内陆省份，北起顺时针与孚日省、贝尔福地区省、杜省、汝拉省、科多尔省和上马恩省接壤。
与普雷涅接壤的市镇（或旧市镇、城区）包括：桑特雷、蒙蒂尼莱谢尔略。

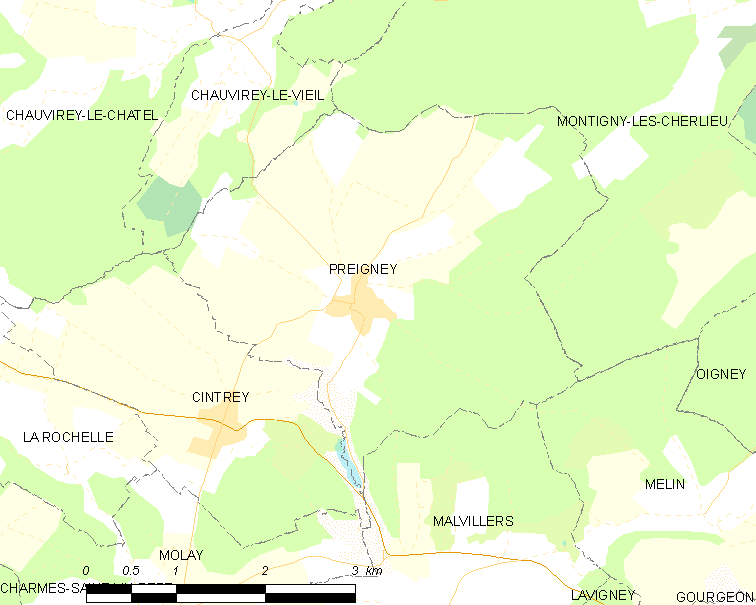
普雷涅的OSM定位图

普雷涅的时区为UTC+01:00、UTC+02:00（夏令时）。

## 行政
普雷涅的邮政编码为70120，INSEE市镇编码为70423。

## 政治
普雷涅所属的省级选区为瑞塞县。

## 人口

1962-2008年间普雷涅人口变化图示

普雷涅于2022年1月1日时的人口数量为115人。